# 랴쿠닌
랴쿠닌(暦仁, りゃくにん)은 일본의 연호(元号) 중 하나이다.
- 전후 : 가테이(嘉禎) 이후 - 엔오(延応) 이전.
- 시기 : 1238년
- 천황 : 시조 천황
- 쇼군 : 가마쿠라 막부의 후지와라 노 요리쓰네
- 싯켄 : 호조 야스토키

일본의 연호중 가장 날수가 짧다.

## 개원(改元)
- 가테이 4년 11월 23일(율리우스력 1238년 12월 30일), 천변에 의해 개원.
- 랴쿠닌 2년 2월 7일(율리우스력 1239년 3월 13일), 엔오로 개원된다.

## 출전
『수서·음악지하』의 「皇明馭暦、仁深海県」.

## 랴쿠닌 시기에 일어난 일
- 원년
  - 승려·조코(浄光)가 가마쿠라 고토쿠지(高徳寺)의 대불(가마쿠라 대불)의 건립을 개시하다.

## 서력과의 대조표
| 랴쿠닌   | 원년   | 2년    |
| -------- | ------ | ------ |
| 서력     | 1238년 | 1239년 |
| 육십간지 | 무술   | 기해   |

## 같이 보기
- 일본의 연호 일람

| 이전 가테이 | 일본의 연호 1238년 ~ 1239년 | 다음 엔오 |